# Fernando Martínez Valín
Fernando Martínez Valín (La Coruña, 30 de abril de 1930 - id., 13 de octubre de 2010) fue un militar español que llegó a ser General de División en el Ejército español.

## Biografía
Ingresó en la Academia General Militar en 1948 siendo el número 1 de la VII promoción del Arma de Infantería. En 1952 ascendió a teniente y fue destinado al regimiento de infantería «Isabel la Católica» n.º 29. En 1956 entró como alumno en la Escuela de Estado Mayor y ascendió a capitán en 1960, diplomándose en Estado Mayor.
Fue destinado al Estado Mayor de la División de Infantería N.º 81. Tras ello, en 1965, fue destinado al CIR General Asensio en 1966 realiza el VIII Curso de transporte aéreo y después al Estado Mayor de la Infantería Aerotransportable (BRIAT)
En 1973 fue ascendido a comandante y dos años después fue destinado al Estado Mayor de la Capitanía General de la 8.ª Región Militar. Siguió su ascenso en 1979 al rango de teniente coronel obteniendo la jefatura de Estado Mayor de la BRIAT. También se diploma en el XIII curso de Estados Mayores Conjuntos en el año 1980.
En 1983 fue ascendido a coronel y nombrado jefe de Estado Mayor de la segunda jefatura de tropas de la 8.ª Región Militar. Después obtuvo el cargo de Coronel Primer Jefe del Regimiento de Infantería «Isabel la Católica» n.º 29. Ya en 1984 tomó el mando de la Guardia Real por el año 1986 ascendió a General de Brigada, lo nombran director de la Academia de Infantería de Toledo y Gobernador Militar de Toledo.
En 1988 ascendió un escalón más en el rango militar al obtener el grado de General de División y ser General Jefe de la División Acorazada de Brunete N.º 1. Ascendió a Teniente General en 1991 y fue nombrado General Jefe de la 5.ª Región Militar Pirenaica Occidental, en mayo de 1994 cesa el cargo y pasa a la reserva.

### Condecoraciones
- 1952:  Cruz de la Orden del Mérito Militar con distintivo blanco de primera clase.[12]
- 1970:  Cruz de la Orden del Mérito Militar con distintivo blanco de primera clase.[13]
- 1973:  Cruz de la Orden del Mérito Aeronáutico con distintivo blanco de segunda clase.[14]
- 1980:  Cruz de la Orden del Mérito Militar con distintivo blanco de primera clase.[15]
- 1987:  Gran Cruz de la Real y Militar Orden de San Hermenegildo.[16]
- 1988:  Gran Cruz de la Orden del Mérito Militar con distintivo blanco.[17]
- 1996:  Comendador y caballero de la Orden Nacional del Mérito (Francia).[18]

| Predecesor: José Rodrigo Rodrigo | División Acorazada de Brunete N.º 1 7 de junio de 1988 - 19 de abril de 1991 | Sucesor: Máximo de Miguel Page |